# Бутт, Фрэнсис (ботаник)
Фрэнсис Бутт (англ. Francis Boott, 1792 — 1863) — британско-американский ботаник, врач, доктор медицины.

## Биография
Фрэнсис Бутт родился в Бостоне 26 апреля 1792 года.
Он поступил в Гарвардский колледж в 1806 году, получив степень бакалавра в 1810 году. Через год в возрасте 19 лет Бутт отправился в Англию. По возвращении в Бостон в 1814 году Фрэнсис Бутт начал собирать растения Новой Англии. В 1816 году он был частью группы, которая провела ботанические исследования гор Новой Англии.
В 1820 году Бутт вернулся в Англию и занялся изучением медицины, сначала в Лондоне под руководством доктора Армстронга, а затем в Эдинбурге, где он получил степень доктора медицины в 1824 году. Он занимался медицинской практикой в Лондоне в течение ряда лет, а также читал лекции по ботанике и проводил свои собственные научные исследования.
В 1833—1834 годах была опубликована его работа Memoir of the Life and Medical Opinions of John Armstrong, M.D. В 1858—1862 годах были опубликованы три тома его работы Illustrations of the Genus Carex. Четвёртый том этой работы был опубликован его семьёй после его смерти.
Фрэнсис Бутт умер 25 декабря 1863 года в Лондоне.

## Научная деятельность
Фрэнсис Бутт специализировался на папоротниковидных и на семенных растениях.

## Научные работы
- Memoir of the Life and Medical Opinions of John Armstrong, M.D. 1833—1834[1].
- Illustrations of the Genus Carex. 3 volumes, 1858—1862; fourth volume was published after his death[1].